# Jacques des Baux
Jacques des Baux, en italien Giacomo Del Balzo, prince de Tarente, fut le dernier homme à porter le titre d'empereur latin de Constantinople de 1374 à 1383. Il fut aussi prétendant puis prince d'Achaïe de 1374 à 1383.

## Biographie
Jacques était le fils du duc d'Andrie, François des Baux, et de Marguerite d'Anjou de Tarente (1325-1380), elle-même fille du prince Philippe Ier de Tarente et sœur de Robert de Tarente et de Philippe II de Tarente qui tous deux portèrent le titre de prince d'Achaïe.
À la mort de son oncle Philippe II en 1374, Jacques et son père entrèrent en conflit avec la reine Jeanne Ire de Naples à propos de l'héritage de Philippe.
Jacques prétendit à la principauté, qui fut cependant remise à Jeanne en tant que suzeraine. La reine ayant confisqué les possessions napolitaines de la famille des Baux, Jacques se serait réfugié à Corfou. 
La défaite de Jeanne en 1381 et sa mort en 1382 laissèrent Jacques seul prétendant au trône de la principauté. Celle-ci était entre-temps tombée aux mains de la compagnie de Navarre, un groupe de mercenaires originaires du nord de l'Espagne, dont les chefs reconnaissaient l'autorité théorique de Jacques tout en menant une politique indépendante. Jacques put aussi récupérer la principauté de Tarente où il s'installa.
Il se maria en 1382 avec Agnès de Durazzo, fille du duc Charles de Durazzo et de Marie de Calabre, mais mourut l'année suivante sans avoir eu d'héritier.